# Osteochilus lini
Osteochilus lini är en fiskart som beskrevs av Fowler, 1935. Osteochilus lini ingår i släktet Osteochilus och familjen karpfiskar. IUCN kategoriserar arten globalt som livskraftig. Inga underarter finns listade i Catalogue of Life.